# Mistrzostwa Europy Juniorów w Saneczkarstwie 1956
2. Mistrzostwa Europy juniorów w saneczkarstwie 1956 odbyły się 20 stycznia w Weißenbach bei Liezen, w Austrii. Rozegrane zostały tylko trzy konkurencje: jedynki kobiet, jedynki mężczyzn oraz dwójki mężczyzn. Dwójki mężczyzn rozegrano po raz pierwszy. W klasyfikacji medalowej najlepsi byli gospodarze, którzy zdobyli wszystkie medale.

## Terminarz
| Data             | Miejscowość           | Konkurencja      | Złoto                                | Srebro                           | Brąz                              |
| ---------------- | --------------------- | ---------------- | ------------------------------------ | -------------------------------- | --------------------------------- |
| 20 stycznia 1956 | Weißenbach bei Liezen | Jedynki kobiet   | Ida Konrad                           | Berta Bürkl                      | Olga Schrott                      |
| 20 stycznia 1956 | Weißenbach bei Liezen | Jedynki mężczyzn | Anton Venier                         | Ferdinand Steiner                | Josef Hollinger                   |
| 20 stycznia 1956 | Weißenbach bei Liezen | Dwójki mężczyzn  | Ferdinand Steiner Wolfgang Schmeissl | Josef Feistmantl Eduard Pirkmann | Peter Katschtaler Franz Hartweger |

## Wyniki

### Jedynki kobiet
- Data / Początek: Piątek 20 stycznia 1956

| Medal | Zawodniczka         | Narodowość |
| ----- | ------------------- | ---------- |
|       | Ida Konrad          | Austria    |
|       | Berta Bürkl         | Austria    |
|       | Olga Schrott        | Austria    |
| 4.    | Brigitte Fink       | Włochy     |
| 5.    | Rosemarie Frosch    | Austria    |
| 6.    | Herta Kammerer      | RFN        |
| 7.    | Rosi Staudacher     | Austria    |
| 8.    | Ingrid Scheimpflug  | Włochy     |
| 9.    | Midi Mühlsteiger    | Włochy     |
| 10.   | Ute Kühner          | NRD        |
| 11.   | Monica Elvrum       | Norwegia   |
| 12.   | Bärbel Kühner       | NRD        |
| 13.   | Sieglinde Profanter | Austria    |
| 14.   | Eva Kahl            | NRD        |
| 15.   | Bärbel Schmeisser   | NRD        |

### Jedynki mężczyzn
- Data / Początek: Piątek 20 stycznia 1956

| Medal | Zawodnik             | Narodowość |
| ----- | -------------------- | ---------- |
|       | Anton Venier         | Austria    |
|       | Ferdinand Steiner    | Austria    |
|       | Josef Hollinger      | Austria    |
| 4.    | Peter Katschtaler    | Austria    |
| 5.    | Eduard Pirkmann      | Austria    |
| 6.    | Wolfgang Mariner     | Austria    |
| 7.    | Wolfgang Schmeissl   | Austria    |
| 8.    | Josef Feistmantl     | Austria    |
| 9.    | Hermann Mayer        | RFN        |
| 10.   | Johann Waldhauser    | Austria    |
| 11.   | Knut Jensen          | Norwegia   |
| 12.   | Trygve Södring       | Norwegia   |
| 13.   | Johannes Voigt       | NRD        |
| 14.   | Johannes Brennhovd   | Norwegia   |
| 15.   | A Hattneberger       | Austria    |
| 16.   | Peter Paulenz        | NRD        |
| 17.   | Smith-Christensen    | Norwegia   |
| 18.   | Theo Koritzinsky     | Norwegia   |
| 19.   | Frederik Schulze     | Norwegia   |
| 20.   | Finn Kleveland       | Norwegia   |
| 21.   | Andre Bofelli        | Francja    |
| 22.   | Horst Andersch       | NRD        |
| 23.   | Georges Tresallet    | Francja    |
| 24.   | Wilfried Weissgerber | NRD        |
| 25.   | Egil Kleveland       | Norwegia   |
| 26.   | Walter Eckert        | NRD        |
| 27.   | Franz Hartweger      | Austria    |
| 28.   | Herbert Steinmetz    | Austria    |
| 29.   | Rudolf Winkler       | RFN        |
| 30.   | Eivind Urkedahl      | Norwegia   |

### Dwójki mężczyzn
- Data / Początek: Piątek 20 stycznia 1956

| Medal | Zawodnik                             | Narodowość |
| ----- | ------------------------------------ | ---------- |
|       | Ferdinand Steiner Wolfgang Schmeissl | Austria    |
|       | Josef Feistmantl Eduard Pirkmann     | Austria    |
|       | Peter Katschtaler Franz Hartweger    | Austria    |
| 4.    | Walter Eckert Peter Paulenz          | NRD        |
| 5.    | Egil Kleveland Theo Koritzinsky      | Norwegia   |

## Klasyfikacja medalowa
| Miejsce | Państwo |   |   |   | Razem |
| ------- | ------- | - | - | - | ----- |
| 1.      | Austria | 3 | 3 | 3 | 9     |